# Billy Joya
Billy Fernando Joya Améndola (Tegucigalpa, 4 de marzo de 1957), conocido simplemente como Billy Joya, es un antiguo militar hondureño que trabajó en el controvertido Batallón 3-16, y supuestamente como asesor en materia de seguridad en el gobierno de facto de Roberto Micheletti. Posteriormente fue candidato a diputado en dos ocasiones.

## Carrera militar
Joya estudió en el Instituto San Francisco de Tegucigalpa. Entró a la academia militar a los 15 años, pero fue expulsado cuando un profesor lo encontró haciendo trampa en un examen de álgebra. Posteriormente se enlistó como soldado raso y dentro de dos años se convirtió en el primer sargento más joven del ejército, con 19 años de edad. Fue asignado a una academia policial y luego a la policía militar. En 1981, junto con una docena de otros hondureños, tuvo 6 semanas de entrenamiento en el Instituto del Hemisferio Occidental para la Cooperación en Seguridad en Estados Unidos, donde entrenaron al menos 18 miembros del Batallón de Inteligencia 3-16. Joya se convirtió en un miembro de este batallón, donde presuntamente desempeñó diversos cargos bajo el seudónimo de Lic. Arrazola entre 1984 y 1991. También fue el fundador y primer comandante del escuadrón Cobra, donde estuvo activo durante la década de los 70.

## Acusaciones
El 17 de octubre de 1995 se emitió una orden de arresto contra Billy Joya por acusaciones de violaciones a los derechos humanos relacionadas con la desaparición temporal de 6 estudiantes universitarios en abril de 1982, entre ellas el asesinato del estudiante Hans Albert Madisson López. Joya huyó a Colombia y desde abril de 1996 se ocultó en España, donde solicitó asilo para él y su familia. La misma fue rechazada por considerarse inexistente una persecución política, con las garantías suficientes en Honduras para un proceso justo ante unas acusaciones fundadas por violaciones a los derechos humanos contra el Sr. Joya. Regresó a Honduras en diciembre de 1998 bajo promesas de tratamiento especial. Fue encarcelado por casi 100 días y liberado en agosto de 2000 después de que un juez dictaminara que no había pruebas suficientes para mantener su detención. También fue absuelto por el asesinato de Madisson.
En total, Joya ha sido acusado de 27 crímenes, incluyendo detenciones ilegales y tortura. El Comité de Familiares de Detenidos y Desaparecidos en Honduras lo acusa de violador de derechos humanos, señalando su presunta responsabilidad directa en al menos 16 casos y operativos especiales que dejaron más de una decena de personas muertas y torturadas. Se le acusa además de fundar el escuadrón de represión "Linces". En todos los casos que se la ha acusado, goza de libertad provisional por falta de méritos.
Joya dice que él es el primer y único militar en entregarse voluntariamente a la justicia, y que nunca se han presentado evidencias sólidas que lo vinculen con los crímenes, aunque reconoce que apoyaba la política anticomunista de aquellos tiempos. El 19 de febrero de 1996, Joya publicó El informe B. J. Un rayo de luz en el camino, donde relató la presunta participación directa de organizaciones izquierdista en actos terroristas, implicando a dirigentes de organismos humanitarios, obreros, sindicales, campesinos y estudiantiles, entre otras; y las acciones policiales contra dichas organizaciones. También en 2012 publicó su libro Así me acusaron, donde se defiende y narra su versión de los hechos. Aquí Joya sostiene que los entonces fiscales Edmundo Orellana, Sonia Dubón y Juan Díaz crearon el mito del escuadrón de la muerte 3-16 en base a acusaciones de violaciones contra la Dirección de Investigación Nacional (DIN). Argumenta que dicho escuadrón fue creado en 1984, dos años después de sus presuntos crímenes, y que se especializaba en intervención de armas, no contrainsurgencia.
En septiembre de 2017, Joya presentó una querella por difamación contra el diputado Jorge Cálix, quien insinuó que Joya seguía liderando escuadrones de la muerte. La misma no fue admitida.

## Incursión en la política
En el gobierno de Manuel Zelaya, Billy Joya fue asesor de seguridad de Álvaro Romero, otro antiguo miembro del Batallón 3-16 que entonces fungió como Ministro de Seguridad. También asesoró a Roberto Micheletti en su campaña presidencial de 2008. Tras el golpe de Estado contra Zelaya, trascendió que Joya se desempeñaba como asesor de seguridad nacional del gobierno de facto de Roberto Micheletti, lo cual Joya atribuyó a una campaña mediática orquestada por la canciller del gobierno zelayista, Patricia Rodas. Posteriormente, Billy Joya fue candidato a diputado por el Partido Alianza Patriótica Hondureña para las elecciones generales de 2013 y por el Partido Nacional de Honduras en las de 2017.

## Vida personal
Billy Joya es franciscano, siendo Francisco de Asís uno de sus «guías espirituales» quien le ha «ayudado en momentos de dificultad». Está casado con Martha Raquel Ulloa y tiene 4 hijos: Carlos Andrés, Carlos Alberto, Paulina y María Jesús.